# Молодечненская область
Молоде́чненская область (бел. Маладзечанская вобласць) — административная единица на территории Белорусской ССР. Образована 4 декабря 1939 года как Вилейская область. 20 сентября 1944 года преобразована в Молодечненскую область с переносом центра из города Вилейка в город Молодечно и передачей некоторых районов в состав Полоцкой области. Существовала до 20 января 1960 года. Находилась на северо-западе республики.
Административный центр — город Молодечно.

## Административное деление
В 1960 году в состав области входили 20 районов: Браславский район, Видзовский район, Вилейский район, Воложинский район, Глубокский район, Докшицкий район, Дуниловичский район, Ивенецкий район, Кривичский район, Миорский район, Молодечненский район, Мядельский район, Островецкий район, Ошмянский район, Плисский район, Поставский район, Радошковичский район, Сморгонский район, Шарковщинский район, Юратишковский район и 2 города областного подчинения: Молодечно и Вилейка.

## История
По состоянию на 1944 год в составе Молодечненской области насчитывалось 14 районов: Воложинский, Ивьевский, Ильянский, Кривичский, Куренецкий, Молодечненский, Мядельский, Островецкий, Ошмянский, Поставский, Радошковичский, Свирский, Сморгонский, Юратишковский. 5 июля 1946 года Куренецкий район был переименован в Вилейский. В 1947 году территория области составляла 14,8 тыс. км².
Указом Президиума ВС СССР от 8.01.1954 «Об упразднении Барановичской, Бобруйской, Пинской, Полесской и Полоцкой областей Белорусской ССР» в состав области были переданы:
- из Барановичской области — Ивенецкий район.
- из Полоцкой области — Браславский, Видзовский, Глубокский, Дисненский, Докшицкий, Дуниловичский, Миорский, Плисский и Шарковщинский районы.

Одновременно из Молодечненской в состав Гродненской области был передан Ивьевский район.
20 июля 1957 года был упразднён Ильянский район, 31 августа 1959 года — Свирский район, 3 октября 1959 года — Дисненский район.
20 января 1960 года Указом Президиума Верховного Совета БССР «Об упразднении Молодечненской области» область упразднена, административные районы перешли в состав трёх областей:
- Минскую область — Вилейский, Воложинский (за исключением Богдановского сельского Совета), Ивенецкий, Кривичский, Молодечненский, Мядельский, Радошковичский и города областного подчинения Молодечно и Вилейка;
- Витебскую область — Браславский, Видзовский, Глубокский, Докшицкий, Дуниловичский, Миорский, Плисский, Поставский и Шарковщинский.
- Гродненскую область — Островецкий, Ошмянский, Сморгонский и Юратишковский, Богдановский сельский Совет Воложинского района.